# العلاقات الأنغولية الكمبودية
العلاقات الأنغولية الكمبودية هي العلاقات الثنائية التي تجمع بين أنغولا وكمبوديا.

## مقارنة بين البلدين
هذه مقارنة عامة ومرجعية للدولتين:
| وجه المقارنة                                              | أنغولا           | كمبوديا                   |
| --------------------------------------------------------- | ---------------- | ------------------------- |
| المساحة (كم2)                                             | 1.25 مليون       | 181.03 ألف                |
| عدد السكان (نسمة)                                         | 29.78 مليون      | 16.01 مليون               |
| الكثافة السكانية (ن./كم²)                                 | 23.82            | 88.44                     |
| العاصمة                                                   | لواندا           | بنوم بنه                  |
| اللغة الرسمية                                             | اللغة البرتغالية | اللغة الخميرية            |
| العملة                                                    | كوانزا أنغولي    | ريال كمبودي، دولار أمريكي |
| الناتج المحلي الإجمالي (بليون دولار)                      | 124.21 مليار     | 22.16 مليار               |
| الناتج المحلي الإجمالي (تعادل القوة الشرائية) بليون دولار | 184.83 مليار     | 54.37 مليار               |
| الناتج المحلي الإجمالي الاسمي للفرد دولار أمريكي          | 4.10 ألف         | 1.16 ألف                  |
| الناتج المحلي الإجمالي للفرد دولار أمريكي                 |                  | 3.26 ألف                  |
| مؤشر التنمية البشرية                                      | 0.533            | 0.555                     |
| رمز المكالمات الدولي                                      | +244             | +855                      |
| رمز الإنترنت                                              | .ao              | .kh                       |
| المنطقة الزمنية                                           | ت ع م+01:00      | ت ع م+07:00               |

## منظمات دولية مشتركة
يشترك البلدان في عضوية مجموعة من المنظمات الدولية، منها:
| علم المنظمة | اسم المنظمة                        | تاريخ انضمام أنغولا | تاريخ انضمام كمبوديا |
| ----------- | ---------------------------------- | ------------------- | -------------------- |
|             | منظمة الشرطة الجنائية الدولية      | ?                   | ?                    |
|             | منظمة التجارة العالمية             | ?                   | ?                    |
|             | منظمة حظر الأسلحة الكيميائية       | ?                   | ?                    |
|             | مؤسسة التمويل الدولية              | 19 سبتمبر 1989      | 26 مارس 1997         |
|             | يونسكو                             | 11 مارس 1977        | 3 يوليو 1951         |
|             | البنك الدولي للإنشاء والتعمير      | 19 سبتمبر 1989      | 22 يوليو 1970        |
|             | مؤسسة التنمية الدولية              | 19 سبتمبر 1989      | 22 يوليو 1970        |
|             | الأمم المتحدة                      | 1 ديسمبر 1976       | 14 ديسمبر 1955       |
|             | وكالة ضمان الاستثمار متعدد الأطراف | 19 سبتمبر 1989      | 1 ديسمبر 1999        |
|             | الاتحاد الدولي للاتصالات           | 13 أكتوبر 1976      | 10 أبريل 1952        |
|             | الاتحاد البريدي العالمي            | ?                   | ?                    |

## وصلات خارجية
- موقع وزارة الخارجية الأنغولية
- موقع وزارة الخارجية الكمبودية